# شهرداری

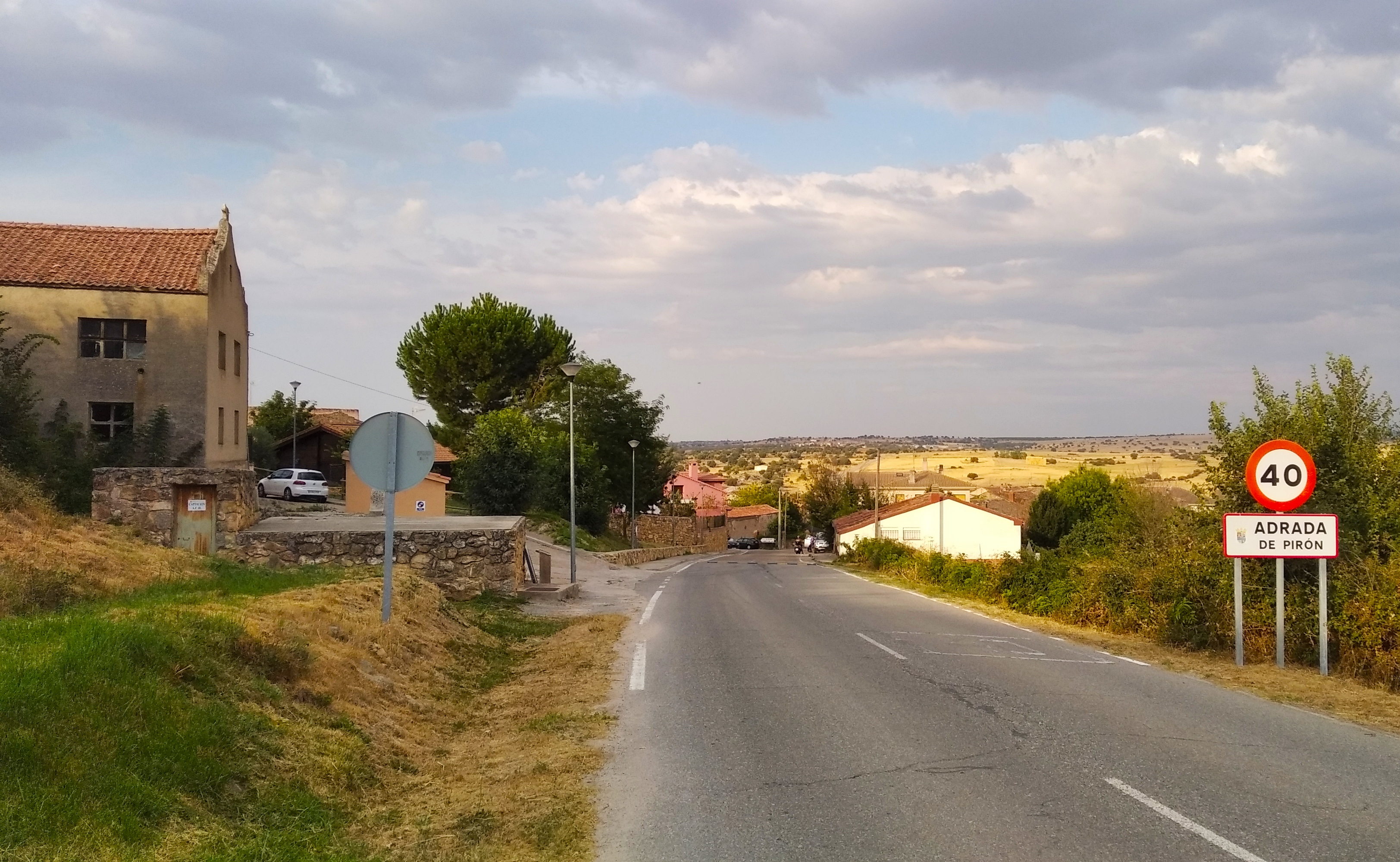
ورودی Adrada de Pirón در جاده ای که شهرداری را به Brieva متصل می‌کند.

شهرداری معمولاً به بخشی شهری از تقسیمات کشوری گفته می‌شود که به صورتِ یک ابرشرکت با قدرت خودگردان یا در حیطه قضایی اداره می‌شود. همچنین اصطلاح شهرداری به معنی بدنه حاکم در یک شهرداری نیز گفته می‌شود.
| واحد تقسیمات کشوری | مسئول               | نهاد                  | نوع            | مرکز         |
| ------------------ | ------------------- | --------------------- | -------------- | ------------ |
| کشور               | وزیر کشور           | وزارت کشور            | دولتی          | پایتخت       |
| استان              | استاندار            | استانداری             | دولتی          | مرکز استان   |
| شهرستان            | فرماندار            | فرمانداری (ویژه)      | دولتی          | مرکز شهرستان |
| بخش                | بخشدار              | بخشداری               | دولتی          | مرکز بخش     |
| دهستان             | بخشدار (قبلاً دهدار) | بخشداری (قبلاً دهداری) | دولتی          | مرکز دهستان  |
| شهر                | شهردار              | شهرداری               | عمومی غیردولتی | –            |
| روستا              | دهیار               | دهیاری                | عمومی غیردولتی | –            |

## قدرت سیاسی
قدرت شهرداری، محدوده‌ای از استقلال مَجازی است که برای کمک و تکمیل حاکمیت‌پذیری از دولت است. شهرداری‌ها ممکن است حق داشته باشند که برای افراد و شرکت‌ها مالیات وضع کنند مثل مالیات بر درآمد، مالیات بر دارایی و مالیات بر درآمد شرکت‌ها و همچنین ممکن است بودجه کلانی را نیز از دولت‌ها دریافت کنند.

## شهرداری براساس کشورها
| کشور                  | لغت                                           |
| --------------------- | --------------------------------------------- |
| ایتالیا               | کمونه commune                                 |
| استرالیا              | لوکال گاورنمنت آریا local government area LGA |
| تایوان                | شهرداری ویژه                                  |
| نیویورک، ایالات متحده | بارو borough                                  |

### ایران
در ایران شهرداری‌ها تمایل و گرایش زیادی برای ایفای اقتدار خود در حوزه‌های مختلف دارند ولی در بسیاری از موارد اقدامات آنها با حقوق ملت در تعارض هستند.
یکی از ملموس‌ترین مظاهر فساد در ساختار اداری ایران در شهرداری‌ها جریان دارد. در اغلب تحقیقات پراکنده‌ای که دربارهٔ فساد در ایران انجام شده و نتایج آن در دسترس عمومی قرار گرفته است، شهرداری‌ها در صدر سازمان‌های اداری فاسد معرفی شده‌اند. شهرداری‌ها در نتایج نظرسنجی مؤسسه «آی‌پز» در سال ۱۳۹۴ نیز در صدر فاسدترین نهادها در ایران قرار داشتند.